# Силвија Плишке
Силвија Плишке (Плзењ, 20. јул 1977) је бивша аустријска професионална тенисерка.

## Биографија
Рођена је 20. јула 1977. у Плзењу као ћерка Лубомира Плишке и Алене Проскове. Са породицом се преселила у Аустрију када је имала шест година, коју је представљала на Били Џин Кинг купу и Олимпијским играма. Њена мајка је такође била олимпијка, представљајући Чехословачку на Летњим олимпијским играма 1972. у скоку у вис.
Њен највиши ранг у каријери био је 27. на свету, постигнут 1999. године.
Завршила је на тридесет и трећем месту у синглу на Летњим олимпијским играма 2000.

## Финале Женске тениске асоцијације

### Дубл: 1
| Врста        |
| ------------ |
| Ниво I       |
| Ниво II      |
| Ниво III (1) |
| Ниво IV и V  |

| Резултат | Датум              | Место        | Партнер          | Противници             | Скор     |
| -------- | ------------------ | ------------ | ---------------- | ---------------------- | -------- |
| Победник | 12. новембар 2000. | Куала Лумпур | Хенријета Нађова | Лизел Хубер Ванеса Веб | 6–4, 7–6 |

## Финала Међународне тениске федерације
| $100,000 турнири |
| $75,000 турнири  |
| $50,000 турнири  |
| $25,000 турнири  |
| $10,000 турнири  |

### Сингл (2–1)
| Резултат       | Број | Датум             | Место  | Противник             | Скор          |
| -------------- | ---- | ----------------- | ------ | --------------------- | ------------- |
| Победник       | 1.   | 27. јун 1993.     | Загреб | Рената Кохта          | 6–3, 6–0      |
| Победник       | 2.   | 10. април 1994.   | Лимож  | Наталија Гуере Спицер | 1–6, 6–4, 6–2 |
| Другопласирани | 3.   | 16. фебруар 1997. | Кали   | Лаура Пена            | 6–7, 3–6      |

### Дубл (2–3)
| Резултат       | Број | Датум              | Место             | Партнер            | Противници                           | Скор          |
| -------------- | ---- | ------------------ | ----------------- | ------------------ | ------------------------------------ | ------------- |
| Другопласирани | 1.   | 17. јул 1994.      | Виго              | Јитка Дубцова      | Паула Кабезас Емили Викеира          | 3–6, 4–6      |
| Другопласирани | 2.   | 27. јул 1997.      | Истанбул          | Марлен Вајнгертнер | Лаура Голарса Мерседес Паз           | 6–3, 3–6, 3–6 |
| Победник       | 3.   | 14. децембар 1997. | Нојштат на Дунаву | Тина Крижан        | Емануел Куручет Софи Георгес         | 6–3, 6–3      |
| Победник       | 4.   | 12. фебруар 2002.  | Сатон             | Драгана Зарић      | Марет Ани Галина Фокина              | 7–5, 6–3      |
| Другопласирани | 5.   | 9. јун 2002.       | Галатина          | Бахиа Моухтасине   | Едина Галовитс Хол Андреа Ехрит Ванц | 3–6, 2–6      |